# Vyvyan Evelegh
Vyvyan Evelegh, britanski general, * 1898, † 1958.